# 宗太郎峠

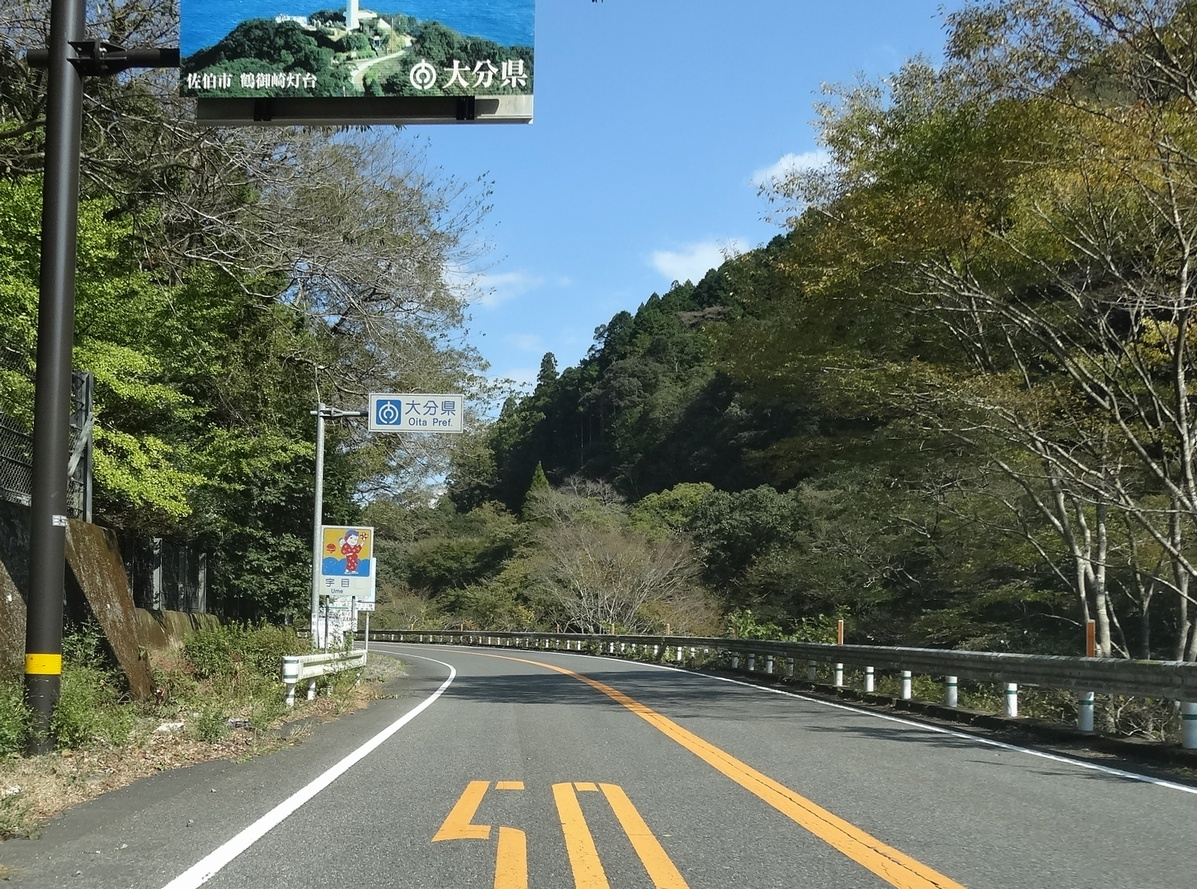
国道10号（大分・宮崎県境）

宗太郎峠（そうたろうとうげ）は、大分県佐伯市（旧南海部郡宇目町）と宮崎県延岡市（旧東臼杵郡北川町）の県境にある峠。この峠を越えるルートは宗太郎越え（そうたろうごえ）として広く知られており、峠自体の別称にもなっている。

## 概要
急峻な山中を北川水系鐙川（あぶみがわ）沿いにJR九州日豊本線と国道10号とがほぼ並走しており、古くから交通の難所として知られている。
宗太郎の集落は元禄6年（1693年）頃に始まったとされ、その名は岡藩から命じられて付近の管理にあたった洲本宗太郎に因むと言う。

## 日豊本線
日豊本線では、大分県側の重岡駅から宗太郎駅を経て宮崎県側の市棚駅までの区間が、一般に「宗太郎越え」と呼ばれる。急峻な山地を合計37のトンネルで貫き、最急勾配は20‰に達する。また、県境付近に支社境が設置されており（宗太郎駅付近の第四宗太郎トンネル延岡口と県境の間に置かれている。）、そこを境にJR九州大分支社とJR九州宮崎支社とで路線管轄が分かれる。
この区間の工事は難航を極め、日豊本線の宮崎市以北では最も遅い1923年（大正12年）12月に開通した。現在、この区間の運行系統は大分県側と宮崎県側で異なっており、ほとんどの普通列車が大分県側は佐伯駅、宮崎県側は延岡駅でそれぞれ折り返しとなっている。佐伯 - 延岡間を通しで運転する普通列車は1日1.5往復のみである。

## 国道10号
坂道の上り下りとカーブが続く厳しい山越えの道路である。標高266 m。
近年、西側を走る国道326号が整備されて、実質的に国道10号のバイパスとして機能しているため、この区間の交通量は少なくなっている。また、東九州自動車道のこの区間は、ずっと東側の海沿いに建設されており、宗太郎峠付近は経由しない。